# Rajko Prodanović
Rajko Prodanović, cyr. Рајко Продановић (ur. 24 kwietnia 1986 w Belgradzie) – serbski piłkarz ręczny, reprezentant kraju. Gra na pozycji prawoskrzydłowy. Obecnie występuje w drużynie SC Szeged.

## Sukcesy
reprezentacyjne
- Wicemistrzostwo Europy: 2012